# 2018년 전국체육대회
제99회 전국체육대회는 2018년 10월 12일부터 10월 18일까지 대한민국 전라북도에서 열렸다.

## 개요
- 대회명칭 : 제99회 전국체육대회
- 개최기간 : 2018년 10월 12일 ~ 2018년 10월 18일
- 개최지 : 전라북도 (주개최지 : 익산시)
- 구호 : 비상하라! 천년전북, 하나되라! 대한민국
- 참가인원 : 30,000명
- 종별 : 일반부, 대학부, 고등부
- 마스코트 : 서동왕자와 선화공주

## 종목

### 정식종목
| - 검도 - 골프 - 궁도 - 근대5종 - 농구 - 당구 - 댄스스포츠 - 럭비 - 레슬링 - 롤러 - 바둑 - 배구 - 배드민턴 | - 보디빌딩 - 복싱 - 볼링 - 사격 - 사이클 - 산악 - 세팍타크로 - 소프트볼 - 수상스키 - 수영 (경영, 다이빙, 수구) - 스쿼시 - 승마 - 씨름 | - 야구 - 양궁 - 역도 - 요트 - 우슈 - 유도 - 육상 - 정구 - 조정 - 철인3종 - 체조 - 축구 - 카누 | - 탁구 - 태권도 - 테니스 - 트라이애슬론 - 펜싱 - 핀수영 - 하키 - 핸드볼 |

### 시범종목
- 택견

## 종합순위
개최지
| 순위 | 지역           | 점수   | 금  | 은  | 동    | 합계  |
| 1    | 경기도         | 67,223 | 157 | 119 | 150   | 426   |
| 2    | 서울특별시     | 50,360 | 87  | 95  | 120   | 302   |
| 3    | 전라북도       | 49,751 | 59  | 68  | 96    | 223   |
| 4    | 경상북도       | 45,096 | 71  | 84  | 104   | 259   |
| 5    | 경상남도       | 42,032 | 72  | 54  | 105   | 231   |
| 6    | 충청남도       | 37,791 | 59  | 51  | 80    | 190   |
| 7    | 인천광역시     | 37,557 | 55  | 67  | 92    | 214   |
| 8    | 충청북도       | 35,812 | 53  | 64  | 73    | 190   |
| 9    | 강원도         | 35,121 | 67  | 75  | 87    | 229   |
| 10   | 전라남도       | 32,708 | 48  | 43  | 73    | 164   |
| 11   | 대구광역시     | 32,612 | 48  | 43  | 73    | 164   |
| 12   | 부산광역시     | 31,960 | 41  | 47  | 85    | 173   |
| 13   | 대전광역시     | 30,646 | 50  | 49  | 59    | 158   |
| 14   | 광주광역시     | 28,429 | 40  | 45  | 68    | 153   |
| 15   | 울산광역시     | 17,647 | 43  | 41  | 36    | 120   |
| 16   | 제주특별자치도 | 11,513 | 17  | 25  | 37    | 79    |
| 17   | 세종특별자치시 | 5,361  | 6   | 6   | 12    | 24    |
| 총계 | 총계           | 총계   | 980 | 984 | 1,344 | 3,308 |